# Хемел
«Хемел»  (нидерл. Hemel) — нидерландский художественный фильм 2012 года, снятый режиссёром-дебютантом Сашей Полак.

## Сюжет
В поисках любви и сильных чувств юная Хемел бросается в водоворот беспорядочных отношений и половых связей. Лишь к своему отцу девушка испытывает по-настоящему сильные и глубокие чувства. Но и  эта привязанность находится под угрозой — в жизни отца появляется новая возлюбленная Софи.

## В ролях
- Ханна Хукстра — Хемел
- Ханс Дагелет[нидерл.]   — Гейс
- Рифка Лодейзен — Софи
- Ева Дёйвестейн — Эмма
- Вард Вемхофф — Йорис

## Награды
Берлинский международный кинофестиваль
- Приз ФИПРЕССИ[1]

Фестиваль европейского кино SUBTITLE
- Лучшая актриса (Ханна Хукстра)

Золотой тёлёнок
- Лучшая актриса (Ханна Хукстра)

## Премьеры
Премьера фильма состоялась 29 января на Международном кинофестивале в Роттердаме. 12 февраля «Хемел» был показан на кинофоруме в Берлине. 29 марта 2012 года фильм вышел в широкий голландский прокат.

## Критика
В критических отзывах неоднократно отмечалось сходство «Хемел» с драмой Стива МакКуина «Стыд».